# ویلیام کلی فورد، جونیور.
ویلیام کلی فورد، جونیور.، (به انگلیسی: William Clay Ford, Jr.) (زاده ۳ مه ۱۹۵۷) کارآفرین آمریکایی و نواده (نتیجه یا فرزند نوه) هنری فورد، مؤسس شرکت خودروسازی فورد می‌باشد. وی هم‌اکنون رئیس هیئت مدیره شرکت فورد است و تا پیش از پیوستن مدیرعامل کنونی؛ آلن مولالی، از شرکت بوئینگ، همزمان به‌عنوان مدیر عامل اجرایی فورد نیز فعالیت می‌نمود.
ویلیام فورد اکنون نایب رئیس هیئت مدیره تیم فوتبال آمریکایی دیترویت لاینز می‌باشد، که در لیگ ان‌اف‌ال عضویت دارد.